# Puerto Libertador
Puerto Libertador ist eine Gemeinde (municipio) im Departamento Córdoba in Kolumbien.

## Geographie
Puerto Libertador liegt im Süden von Córdoba auf einer Höhe von 90 m ü. NN, 170 km von Montería entfernt. Das Gebiet der Gemeinde wird von den Flüssen San Pedro und San Jorge sowie vielen kleineren Flüssen durchflossen. Die Gemeinde grenzt im Norden und Westen an Montelíbano, im Süden an Ituango im Departamento de Antioquia, und im Osten an San José de Uré, Montelíbano sowie Tarazá in Antioquia.

## Bevölkerung
Die Gemeinde Puerto Libertador hat 53.990 Einwohner, von denen 22.426 im städtischen Teil (cabecera municipal) der Gemeinde leben (Stand: 2019).

## Geschichte
Puerto Libertador wurde 1941 von aus Sahagún stammenden Siedlern gegründet. Später kamen weitere Siedler aus Antioquia hinzu. In der Region ist zudem weiterhin der Einfluss des dort vor der Ankunft der Spanier lebenden indigenen Volkes der Zenú zu spüren. Den Status einer Gemeinde erhielt Puerto Libertador 1980. Bis dahin war der Ort ein corregimiento von Montelíbano gewesen.

## Wirtschaft
Die wichtigsten Wirtschaftszweige von Puerto Libertador sind die Landwirtschaft, der Bergbau (Gold und Kohle), Rinderproduktion, Jagd und Fischerei.